# Вилья-де-Альварес
Ви́лья-де-А́льварес (исп. Ciudad de Villa de Álvarez) — город в Мексике, в штате Колима, входит в состав одноименного муниципалитета и является его административным центром. Численность населения, по данным переписи 2020 года, составила 147 496 человек.

## Общие сведения
Название Álvarez дано в честь первого губернатора штата Колима — Мануэля Альвареса.
Ви́лья-де-А́льварес является городом-спутником столицы штата — Колимы, и образует с ней агломерацию.
Граница между городами условна, и местами проходит по рекам Колима и Перейра.

## История
22 февраля 1554 года францисканские монахи основали монастырь для защиты и евангелизации местного населения.
В 1556 году возле него было решено основать поселение, которое назвали Сан-Франсиско-де-Альмолоян.
10 сентября 1824 года поселение получило статус вильи и название Вилья-де-Альмолоян.
15 сентября 1860 года указом губернатора Урбано Гомеса название сменили на Вилья-де-Альварес в честь первого губернатора штата.
В 1889 году началось строительство железной дороги из Колимы в Мансанильо через Вилья-де-Альварес, где занимались заготовкой древесины для шпал. Первый поезд прибыл в Колиму в 1892 году, а официальное открытие состоялось в 1908 году.
В 1892 году в городе начал работать трамвай, запряжённый мулами, в 1929 году их заменил двигатель, а в 1940 году движение трамваев было прекращено.
В 1991 году Вилья-де-Альваресу был присвоен статус города.

## Население
| Год  | Численность | Численность |
| ---- | ----------- | ----------- |
| 2000 | 76 679      | [ 7 ]       |
| 2005 | 97 701      | [ 8 ]       |
| 2010 | 117 600     | [ 9 ]       |
| 2020 | 147 496     | [ 10 ]      |